# Ghoti
Pour les articles ayant des titres homophones, voir Fiche, Fish et Phish.
Ghoti (prononcer /fɪʃ/) est une orthographe fictive du mot anglais fish (poisson), inventée afin de mettre en exergue l’inadéquation entre l’orthographe et la prononciation de l’anglais. En effet :
- le digramme gh se prononce comme dans enough (/ɪ'nʌf/), c’est-à-dire comme le f de fish ;
- la lettre o se prononce comme dans women (/'wɪmɪn/), c’est-à-dire comme le i de fish ;
- la suite de lettres ti se prononce comme dans nation (/'neɪ̯ʃən/) ou mention (/'mɛnʃən/), c’est-à-dire comme le sh de fish.

Ce mot est souvent cité afin de soutenir l’idée d’une réforme de l’orthographe de l’anglais.

## Origine
La première référence connue à ce mot date de 1874, dans une citation d’une lettre de 1855, qui attribue ghoti à un certain William Ollier. Ghoti est souvent attribué à tort à George Bernard Shaw, partisan d’une réforme orthographique de l’anglais.

## Critiques
Il a été noté que le mot ghoti ne peut en fait pas raisonnablement se prononcer comme fish en anglais, car
- le digramme gh n’est jamais prononcé comme un f en début de mot ;
- la prononciation du o comme un i dans women est une exception ;
- le groupe de lettres ti ne peut se prononcer comme sh que lorsqu’il est suivi d’une voyelle.

Dans cet esprit, plusieurs prononciations alternatives ont été proposées pour ghoti. Suivant la même logique que celle affirmant que ghoti se prononce comme fish, on peut déduire que le mot est entièrement muet en établissant des analogies avec la prononciation des lettres et digrammes qu'il contient dans d'autres mots :
- le gh est muet comme dans night (/naɪ̯t/) ;
- le o est muet comme dans people (/'piːpəl/) ;
- le t est muet comme dans ballet (/bæ'leɪ̯/) ;
- le i est muet comme dans business (/'bɪznəs/).

Ces différentes critiques peuvent mettre en doute le bien-fondé de l'utilisation du mot ghoti comme argument et de la prononciation qu'on lui prête (fish) mais les différentes prononciations pouvant y être associées peuvent étayer l’inadéquation entre l’orthographe et la prononciation.
On pourrait proposer l’orthographe alternative “ghotik”, le “k” étant muet, comme dans “knight”.